# Ungheria ai IX Giochi olimpici invernali
L'Ungheria partecipò ai IX Giochi olimpici invernali, svoltisi a Innsbruck, Austria, dal 29 gennaio al 9 febbraio 1964, con una delegazione di 22 atleti impegnati in sei discipline.